# Tom de Shepard

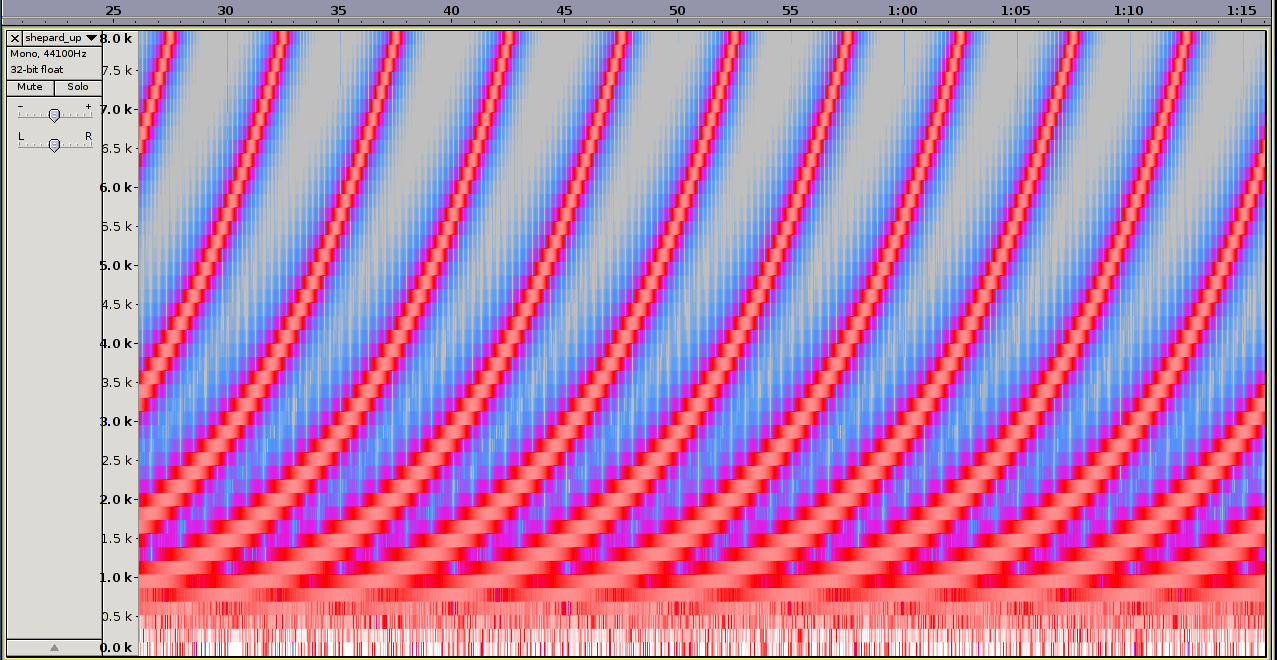
Uma visão de espectro dos tons ascendentes de Shepard em uma escala de frequência linear.

Um tom de Shepard, em homenagem a Roger Shepard, é um som consiste em uma superposição de ondas senoidais separadas por oitavas. Quando tocado com altura baixa do tom se movendo para cima ou para baixo, é chamado de escala de Shepard. Isso cria a ilusão auditiva de um tom que sobe ou desce continuamente na sensação de altura, mas que, no final das contas, parece não conseguir ficar mais alto ou mais baixo.

## Construção

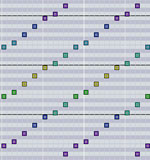
Figura 1: tons de Shepard formando uma escala de Shepard, ilustrada em um sequenciador.

Cada quadrado da figura indica um tom, com qualquer conjunto de quadrados alinhados verticalmente, formando um tom de Shepard. A cor de cada quadrado indica o volume da nota, com roxo sendo o mais silencioso e verde o mais intenso. As notas sobrepostas que tocam ao mesmo tempo são exatamente uma oitava distantes, e cada escala aparece e desvanece, de modo que é impossível ouvir o início ou o fim de qualquer escala. Como um exemplo conceitual de uma escala ascendente de Shepard, o primeiro sinal acústico pode ser um quase inaudível C4 (C central) e um intenso C5 (uma oitava acima). O próximo seria um C♯4 ligeiramente mais alto e um C♯5 ligeiramente mais silencioso; a próxima seria um D4 ainda mais intenso e um D5 ainda mais silencioso. As duas frequências seriam igualmente audíveis no meio da oitava (F♯4 e F♯5), e o décimo segundo tom seria um B4 sonoro e um B5 quase inaudível com a adição de um B3 quase inaudível. O décimo terceiro tom seria então o mesmo que o primeiro, e o ciclo poderia continuar indefinidamente. (Em outras palavras, cada tom consiste em duas ondas senoidais com frequências separadas por oitavas; a intensidade de cada uma é, por exemplo, uma função cosseno elevada de sua separação em semitons de uma frequência de pico, que no exemplo acima seria B4. De acordo com Shepard, "(...) quase toda distribuição suave que diminui para níveis abaixo dos limiares em frequências baixas e altas teria sido tão boa quanto a curva cosseno realmente empregada".
A teoria por trás da ilusão foi demonstrada durante um episódio do programa da BBC Bang Goes the Theory, em que o efeito foi descrito como "um poste de barbeiro musical".

## Variantes

### Glissando Shepard-Risset
Jean-Claude Risset posteriormente criou uma versão da escala em que os tons deslizam continuamente, e é apropriadamente chamada de escala contínua de Risset ou glissando Shepard – Risset. Quando feito corretamente, o tom parece subir (ou cair) continuamente na altura, mas retornar à sua nota inicial. Risset também criou um efeito semelhante com o ritmo, no qual o andamento parece aumentar ou diminuir infinitamente.

### Paradoxo do trítono
Um par de tons de Shepard reproduzidos sequencialmente, separados por um intervalo de um trítono (meia oitava), produz o paradoxo do trítono. Shepard previra que os dois tons constituiriam uma figura biestável, o equivalente auditivo do cubo de Necker, que poderia ser ouvido subindo ou descendo, mas nunca os dois ao mesmo tempo.
Em 1986, Diana Deutsch descobriu a ilusão auditiva paradoxal em que as escalas podem ser ouvidas como descendentes ou ascendentes. Mais tarde, Deutsch descobriu que a percepção de qual tom era mais alto dependia das frequências absolutas envolvidas, e que diferentes ouvintes podem perceber o mesmo padrão como ascendente ou descendente.

## Exemplos
- Em um filme de Shepard e E. E. Zajac, um tom de Shepard acompanha a subida de uma escada de Penrose análoga.[7]
- Em seu livro Gödel, Escher, Bach: Uma Eterna Trança  de Ouro, Douglas Hofstadter explica como as escalas de Shepard podem ser usadas na Canon a 2, per tonos na Oferenda Musical de Bach (chamada de Cânon Ascendendo sem Fim por Hofstadter[8]:10 ) para fazer a modulação terminar na mesma altura em vez de uma oitava mais alta.:717–719
- Em Super Mario 64, um tom de Shepard modificado é incorporado à música da escada sem fim, a escada para a penúltima sala do castelo. Muito parecido com um tom de Shepard real, a própria escadaria dá aos jogadores a impressão de que estão constantemente subindo, quando na realidade o jogo simplesmente os trava no lugar, e se virar revela que eles estavam realmente correndo no meio da escada.[9]
- No filme O Cavaleiro das Trevas e seu acompanhamento O Cavaleiro das Trevas Ressurge, um tom de Shepard foi usado para criar o som do Batpod, uma motocicleta da qual os cineastas não queriam mudar de marcha e tom abruptamente, mas acelerar constantemente.[10]
- O tom de Shepard foi um aspecto chave na música de Stephin Merritt "Man of a Million Faces", composta para "Project Song" da NPR.[11]
- O final da música "Echoes", do álbum Meddle de Pink Floyd, apresenta um tom de Shepard que se desvanece ao som do vento (na verdade, um ruído branco processado através de uma unidade de eco de fita).
- O compositor austríaco Georg Friedrich Haas usa um efeito de tom Shepard no final de sua peça orquestral in vain (2000/02).[12]
- A música "Slow Moving Trains" do álbum de Godspeed You! Black Emperor F♯ A♯ ∞ começa com o som de um tom de Shepard.
- No filme Dunkirk, um tom de Shepard é usado para criar a ilusão de um momento cada vez maior de intensidade entre as histórias entrelaçadas.[13]
- O tom de Shepard às vezes é usado para criar tensão na dance music eletrônica. Como o chamado 'acúmulo' na música de dança progressiva é um aspecto muito importante da estrutura musical, o tom de Shepard pode ser usado como um efeito para elevar a energia da música para um determinado nível. Exemplos de dance music moderna (casa progressiva) em que um tom de Shepard tem sido usado como efeito ascendente são 'Leave the World Behind',[14] (produzida pela Swedish House Mafia e Laidback Luke) e 'Born To Rage'[15] (produzida por Dada Life)
- A faixa "Endlessly Downwards" por Beatsystem do álbum 1995 em:t 2295 usa um tom descendente de Shepard ao longo de seu tempo de 3:25.[16]
- A faixa "Always Ascending" de Franz Ferdinand do álbum de 2018 com o mesmo nome apresenta um tom de Shepard crescente ao longo da música. O vídeo da música ecoa o efeito, com a câmera aparentemente subindo continuamente.[17]